# Mieczysław Mietkowski
Mieczysław Mietkowski, właściwie Mojżesz Bobrowicki (ur. 15 lub 25 listopada 1903 w Białymstoku, zm. 27 kwietnia 1990 w Warszawie) – polski polityk komunistyczny, komunistyczny działacz związkowy, szef Zarządu Polityczno-Wychowawczego 1 Armii Polskiej w ZSRR, generał brygady bezpieczeństwa publicznego i wiceminister bezpieczeństwa publicznego (1945–1954).

## Życiorys
Urodził się w rodzinie żydowskiej, jako syn Zachariasza i Estery, starszy brat Chony. Od 1920 w Związku Młodzieży Komunistycznej. Od 1922 członek Komunistyczna Partia Zachodniej Białorusi (sekcji Komunistycznej Partii Polski), do rozwiązania partii przez Komintern 16 sierpnia 1938.
W 1919 sekretarz Związku Zawodowego Piekarzy w Białymstoku. W latach 1920–1922 sekretarz Związku Zawodowego Robotników Budowlanych, w Białymstoku, w 1923 sekretarz Związku Zawodowego Tytoniowców w Wilnie, w 1924 w Związku Zawodowym Robotników Budowlanych w Brześciu. W 1926 sekretarz Komitetu Okręgowego KPZB w Grodnie i przewodniczący Międzynarodowej Organizacji Pomocy Rewolucjonistom (MOPR) Zachodniej Białorusi. W 1927 sekretarz Komitetu Okręgowego KPZB w Baranowiczach, po przekroczeniu granicy polsko-sowieckiej ukończył szkołę partyjną KPZB w Mińsku. W dniach 22 maja – 9 sierpnia 1927 delegat na przeprowadzony w Moskwie IV Zjazd KPP z ramienia baranowickiej organizacji partyjnej Komunistycznej Partii Zachodniej Białorusi, delegat na I Zjazd KPZB (Orsza 25 czerwca – 25 lipca 1927). W 1928 sekretarz Komitetu Okręgowego KPZB w Wilnie, przeszedł do centralnego aparatu KC KPZB, członek Wydziału Związkowego Komitetu Centralnego KPZB.
W 1929, po trzymiesięcznym leczeniu choroby oczu w Szwajcarii, wyjechał do ZSRR, gdzie pozostał na polecenie władz partyjnych. Przyjęty do Wszechzwiązkowej Komunistycznej Partii (bolszewików), z zaliczeniem stażu partyjnego od 1922. Przyjął obywatelstwo sowieckie. W latach 1929–1931 kierownik Wydziału Zagranicznego Profinternu (Czerwonej Międzynarodówki Związków Zawodowych) w Moskwie. W latach 1931–1934 studiował w Instytucie Czerwonej Profesury w Moskwie. W latach 1934–1936 „partorg” (funkcjonariusz aparatu) KC WKP(b) oddelegowany do pracy wśród byłych członków Schutzbundu zatrudnionych po emigracji z Austrii do ZSRR (1934) w zakładach samochodowych w Gorkim. W 1936 redaktor odpowiedzialny w redakcji polskojęzycznej „Trybuny Radzieckiej”, odbył kurs dla kadry oficerskiej.
W latach 1937–1939 w Brygadach Międzynarodowych podczas wojny domowej w Hiszpanii. Do Hiszpanii przybył w połowie 1937, początkowo kierował sekcją Brygad Międzynarodowych w Albacete. Od września 1937 do kwietnia 1938 sekretarz organizacji partyjnej Komunistycznej Partii Hiszpanii w XIII Brygadzie Międzynarodowej im. Jarosława Dąbrowskiego. Po klęsce republikanów przekroczył granicę hiszpańsko-francuską, internowany we Francji w lutym 1939. Przebywał w obozach internowanych w Saint Cyprien, Argelès-sur-Mer, Gurs, skąd w czerwcu 1939 w transporcie internowanych wyjechał do ZSRR.
Na podstawie decyzji Sekretariatu Komitetu Wykonawczego Kominternu (IKKI) z 23 czerwca 1939 miał wejść w skład ośrodka kierującego odtworzeniem rozwiązanej 16 sierpnia 1938 Komunistycznej Partii Polski. W związku z paktem Ribbentrop-Mołotow odtwarzanie KPP zostało wstrzymane. W latach 1940–1943 redaktor i zastępca dyrektora Wydawnictwa Literatury w Językach Obcych w Moskwie. Po ataku Niemiec na ZSRR formalnie powołany do Armii Czerwonej, redagował teksty propagandowe przeznaczone dla żołnierzy Wehrmachtu. 12 maja 1943 przeniesiony do tworzonej 1 Polskiej Dywizji Piechoty im. Tadeusza Kościuszki. Cenzor pisma Wolna Polska – organu Związku Patriotów Polskich. W latach 1943–1944 szef Wydziału Politycznego dywizji, następnie szef Zarządu Polityczno-Wychowawczego 1 Armii Polskiej w ZSRR. W 1944 przedstawiciel Naczelnego Dowództwa WP w Moskwie. 1 marca 1944 otrzymał stopień podpułkownika Wojska Polskiego.
Członek Polskiej Partii Robotniczej, a następnie Polskiej Zjednoczonej Partii Robotniczej. Delegat na I Zjazd PPR (1945), I (1948) i II (1954) Zjazd PZPR.
Od 16 października 1944 do 9 grudnia 1954 wiceminister bezpieczeństwa publicznego, podsekretarz stanu. Od 24 lutego 1949 był członkiem Komisji Bezpieczeństwa KC PZPR, nadzorującej aparat represji stalinowskich w Polsce. W 1954 w wyniku wszczęcia dochodzenia w sprawie stosowania tortur w MBP, wyłączony z kierownictwa resortu i ukarany wykluczeniem z PZPR.
W latach 1955–1956 zastępca dyrektora Banku Inwestycyjnego w Warszawie.

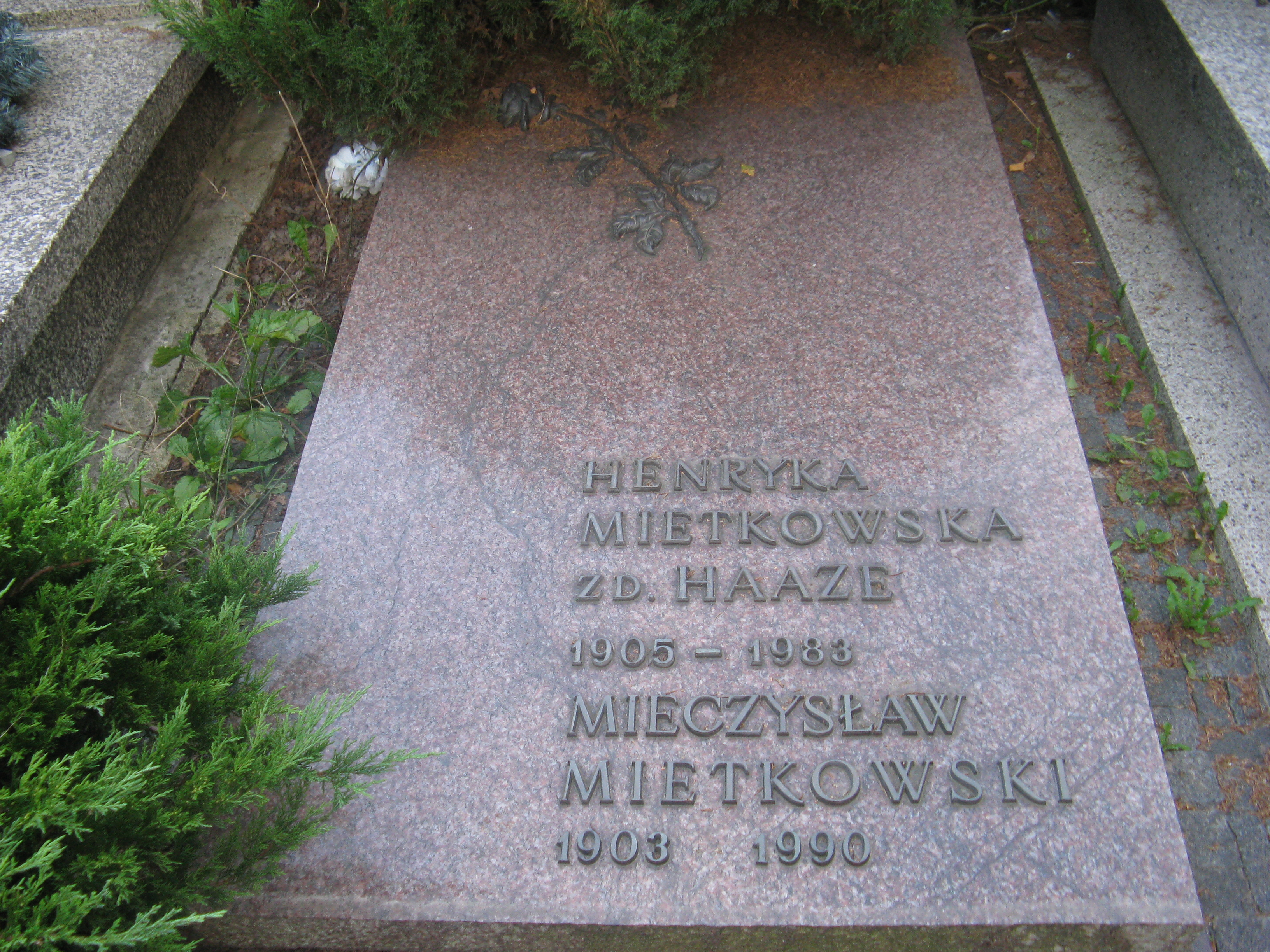
Grób Mieczysława i Henryki Mietkowskich na Cmentarzu Wojskowym na Powązkach

Uchwałą Prezydium KRN z 19 lipca 1946 „w wyróżnieniu zasług na polu dwuletniej pracy nad odrodzeniem państwowości polskiej, nad utrwaleniem jej podstaw demokratycznych i w odbudowie kraju” został odznaczony Krzyżem Komandorskim Orderu Odrodzenia Polski. W 1946 otrzymał jugosłowiański Order Zasługi dla Ludu ze Złotą Gwiazdą.
Zmarł w Warszawie. Został pochowany wraz z żoną Henryką z domu Haaze (1905–1983) na Cmentarzu Wojskowym na Powązkach (kwatera H DOD, rząd 5, grób 4). Był dziadkiem Andrzeja Mietkowskiego, działacza opozycji demokratycznej w PRL.